# Historia de lo oculto
Historia de lo oculto es una película de terror coproducción argentina-mexicana de 2020 dirigida por Cristian Ponce. Narra la historia de un periodista que está a punto de revelar una conspiración entre el Gobierno de Argentina y un aquelarre. Está protagonizada por Germán Baudino, Nadia Lozano, Agustín Recondo, Casper Uncal, Iván Esquerré y Héctor Ostrofsky. La película se estrenó mundialmente el 8 de septiembre de 2020 durante el Festival Motelx en Portugal. El 15 de octubre de 2021, la película fue estrenada en Netflix.

## Sinopsis
Desde un estudio televisivo de la ciudad de Buenos Aires, en 1987, se emite el último episodio de un popular programa periodístico llamado 60 minutos antes de la medianoche. Alfredo, el conductor del programa (sólo se conoce su nombre), entrevista a un empresario llamado Adrián Marcato, a quien intenta vincular con el presidente en turno y el aparente asesinato de un opositor político. Mientras tanto, los periodistas que colaboran con Alfredo intentan averiguar si Marcato, quien se autodenomina un brujo, posee realmente poderes sobrenaturales. Poco a poco, se revela que Marcato y sus asociados podrían estar manipulando el universo a su favor, sacrificando vidas humanas a una entidad oscura y amenazante. 

## Elenco
- Germán Baudino como Adrián Marcato
- Nadia Lozano como María
- Agustín Recondo como Jorge Federicci
- Casper Uncal como Abel
- Iván Esquerré como Lucio
- Héctor Ostrofsky como Alfredo
- Lucía Arreche como Natalia
- Luciano Guglielmino como Daniel Aguilar
- Hernán Altamirano como Matías Linares

## Recepción

### Comentarios de la crítica
La cinta fue nombrada por los usuarios de Letterboxd como la «mejor película de terror del 2021». Diego Brodersen de Página/12 señaló que «la película es casi siempre más interesante en sus planteos que en la ejecución final», pero que el trabajo de Ponce aporta «originalidad al universo del terror y el fantástico argentino». Ezequiel Boetti de Otros cines describió al filme como «ingenioso y desconcertante», que tiene por resultado «una película enérgica y original, aunque algo confusa, que, sin embargo, nunca termina de tomarse del todo en serio a sí misma».
En una reseña para Micropsia, Diego Lerer escribió que «lo mejor del film está en algunas falsas publicidades, en la recreación de la estética televisiva de la época y en algunos aportes de realidad paralela». Rodolfo Bella de La Capital destacó que la manipulación técnica de la imagen en blanco y negro, como así también su sonido es exquisito, lo que convierte un largometraje efectivo y extraño.

### Premios y nominaciones
| Lista de premios y nominaciones | Lista de premios y nominaciones                 | Lista de premios y nominaciones   | Lista de premios y nominaciones  | Lista de premios y nominaciones | Lista de premios y nominaciones |
| Año                             | Organización                                    | Categoría                         | Nominado/a(s)                    | Resultado                       | Ref(s)                          |
| ------------------------------- | ----------------------------------------------- | --------------------------------- | -------------------------------- | ------------------------------- | ------------------------------- |
| 2020                            | TerrorMolins                                    | Mejor director                    | Cristian Ponce                   | Ganador                         | [ 11 ]                          |
| 2020                            | TerrorMolins                                    | Premio del público                | Historia de lo oculto            | Ganador                         | [ 11 ]                          |
| 2020                            | Festival Internacional de Cine de Mar del Plata | Mejor ópera prima latinoamericana | Historia de lo oculto            | Ganador                         | [ 12 ]                          |
| 2020                            | Festival Internacional de Cine de Mar del Plata | Mejor actor                       | Germán Baudino                   | Ganador                         | [ 12 ]                          |
| 2020                            | Festival Internacional de Cine de Mar del Plata | Mejor sonido                      | Hernán Biasotti                  | Ganador                         | [ 12 ]                          |
| 2020                            | Buenos Aires Rojo Sangre                        | Mejor director                    | Cristian Ponce                   | Ganador                         | [ 13 ]                          |
| 2020                            | Buenos Aires Rojo Sangre                        | Mejor guion                       | Cristian Ponce                   | Ganador                         | [ 13 ]                          |
| 2020                            | Buenos Aires Rojo Sangre                        | Mejor guion nacional              | Cristian Ponce                   | Ganador                         | [ 13 ]                          |
| 2020                            | Buenos Aires Rojo Sangre                        | Mejor producción nacional         | Historia de lo oculto            | Ganador                         | [ 13 ]                          |
| 2021                            | Nox Film Fest                                   | Mejor película                    | Historia de lo oculto            | Ganador                         | [ 14 ]                          |
| 2021                            | Nox Film Fest                                   | Mejor guion                       | Cristian Ponce                   | Ganador                         | [ 14 ]                          |
| 2021                            | Imagine Film Festival                           | Premio Tulipán Negro              | Historia de lo oculto            | Ganador                         | [ 15 ]                          |
| 2021                            | Festival Internacional de Cine de Fantaspoa     | Mejor película                    | Historia de lo oculto            | Ganador                         | [ 16 ]                          |
| 2021                            | Festival Internacional de Cine de Fantaspoa     | Mejor guion                       | Cristian Ponce                   | Ganador                         | [ 16 ]                          |
| 2022                            | Premios Cóndor de Plata                         | Mejor ópera prima                 | Historia de lo oculto            | Nominado                        | [ 17 ]                          |
| 2022                            | Premios Cóndor de Plata                         | Mejor guion original              | Cristian Ponce                   | Nominado                        | [ 17 ]                          |
| 2022                            | Premios Cóndor de Plata                         | Mejor fotografía                  | Franco Cerana y Camilo Giordano  | Nominados                       | [ 17 ]                          |
| 2022                            | Premios Cóndor de Plata                         | Mejor montaje                     | Hernán Biasotti y Cristian Ponce | Nominados                       | [ 17 ]                          |
| 2022                            | Premios Cóndor de Plata                         | Mejor dirección de arte           | Ignacio Buendía y Laura Roldán   | Nominados                       | [ 17 ]                          |
| 2022                            | Premios Cóndor de Plata                         | Mejor diseño de vestuario         | Ignacio Buendía y Laura Roldán   | Nominados                       | [ 17 ]                          |
| 2022                            | Premios Cóndor de Plata                         | Mejor maquillaje y peluquería     | Carla Fontana y Alejandra Suniar | Nominadas                       | [ 17 ]                          |
| 2022                            | Premios Cóndor de Plata                         | Mejor sonido                      | Hernán Biasotti                  | Nominado                        | [ 17 ]                          |